# Idiota (canción)
«Idiota» es el primer sencillo del álbum He perdido los zapatos del grupo español Nena Daconte.
Fue compuesta por Mai Meneses antes de su estancia en la academia de la segunda edición de Operación Triunfo, la pudimos escuchar por partes en la academia y en Crónicas Marcianas, pero no llegó a salir al mercado definitivamente hasta que Mai formó el grupo Nena Daconte con Kim Fanlo, arreglista del grupo que hizo lo propio con la canción y así conformó el resultado final tanto del disco como el de esta canción.

## Idiota (Remix)
La canción original fue lanzada en el disco que se autoeditaron para poder venderlo en sus conciertos, pero al fichar el grupo por la compañía discográfica Universal, la compañía decidió retocar la canción para que tuviese más salida en el mercado, así Carlos Jean, quien realizó el remix, convirtió lo que era una balada casi a capela (ya que sólo se acompañaba por una guitarra) en un tema bastante más movido y discotequero, que sustituyó al sencillo "Idiota" en las listas de éxitos del país.

## Videoclip: Idiota
En el videoclip de la versión normal de Idiota se ven a los dos componentes del grupo en distintas pantallas partidas en las que les hacen primeros planos en los que Mai canta y Kim toca la guitarra, en el vídeo se les puede ver llorando y expresando sus emociones al interprentar la canción.
La realización del videoclip estuvo a cargo de Raúl Marín.

## Videoclip: Idiota (Remix)
Con la renovación de la canción también hubo una renovación del videoclip, así los dos componentes del grupo aparecen en una casa bastante antigua, en la cual se hicieron las fotos para el álbum,y en ella aparecen de pie y en una postura estática que casi no cambia en todo el videoclip excepto por nos leves movimientos de pie y de cabeza.
En varias ocasiones aparecen rodeados de animales gigantes que les acompañan en la "coreografía".
El vídeo fue nominado en la categoría de Mejor vídeo musical en los premios de los 40 principales en su 40 aniversario.

## Posiciones
| Lista              | Máxima posición |
| ------------------ | --------------- |
| Cadena 100         | 11              |
| Los 40 principales | 25              |
| Flaix              | 1               |

- Datos: Q5948839